# Lijst van Sloveense gemeenten

Gemeenten in Slovenië

In deze lijst van Sloveense gemeenten zijn alle gemeenten in Slovenië weergegeven. Sinds 2011 telt het land 212 gemeenten. In 1991 telde het land nog 60 gemeenten. In 1995 werd het aantal uitgebreid tot 147. In 1998 werden er 46 nieuwe gemeenten gecreëerd. In juni 2002 volgde nogmaals 1 nieuwe gemeente. In maart 2006 breidde het aantal zich uit van 194 naar 205. In mei 2006 werden vijf nieuwe gemeenten opgericht. Ten slotte werden in 2011 nog twee gemeenten opgericht.
Alle gemeenten zijn ten minste Sloveenstalig. Drie gemeenten zijn tevens Hongaarstalig: Dobrovnik, Hodoš en Lendava. Vier andere gemeenten zijn naast Sloveenstalig ook Italiaanstalig: Ankaran, Izola, Koper en Piran.
In de onderstaande tabel zijn de in 2006 en de twee in 2011 opgerichte nieuwe gemeenten in schuinschrift weergegeven met de voormalige gemeente waartoe ze behoorden tussen haakjes. De verdere onderverdeling van Slovenië in de twaalf statistische regio's - en welke gemeenten tot welke regio behoren - is beschreven in het lemma Regio's van Slovenië.

## A
- Ajdovščina
- Ankaran (in 2011 uit Koper)
- Apače (uit Gornja Radgona)

## B
- Beltinci
- Benedikt
- Bistrica ob Sotli
- Bled
- Bloke
- Bohinj
- Borovnica
- Bovec
- Braslovče
- Brda
- Brezovica
- Brežice

## C
- Cankova
- Celje
- Cerklje na Gorenjskem
- Cerknica
- Cerkno
- Cerkvenjak
- Cirkulane (uit Gorišnica)
- Črenšovci
- Črna na Koroškem
- Črnomelj

## D
- Destrnik
- Divača
- Dobje
- Dobrepolje
- Dobrna
- Dobrova-Polhov Gradec
- Dobrovnik
- Dol pri Ljubljani
- Dolenjske Toplice
- Domžale
- Dornava
- Dravograd
- Duplek

## G
- Gorenja vas-Poljane
- Gorišnica
- Gorje (uit Bled)
- Gornja Radgona
- Gornji Grad
- Gornji Petrovci
- Grad
- Grosuplje

## H
- Hajdina
- Hoče-Slivnica
- Hodoš
- Horjul
- Hrastnik
- Hrpelje-Kozina

## I
- Idrija
- Ig
- Ilirska Bistrica
- Ivančna Gorica
- Izola

## J
- Jesenice
- Jezersko
- Juršinci

## K
- Kamnik
- Kanal ob Soči
- Kidričevo
- Kobarid
- Kobilje
- Kočevje
- Komen
- Komenda
- Koper
- Kostanjevica na Krki (uit Krško)
- Kostel
- Kozje
- Kranj
- Kranjska Gora
- Križevci
- Krško
- Kungota
- Kuzma

## L
- Laško
- Lenart
- Lendava
- Litija
- Ljubljana
- Ljubno
- Ljutomer
- Log-Dragomer (uit Vrhnika)
- Logatec
- Loška Dolina
- Loški Potok
- Lovrenc na Pohorju
- Luče
- Lukovica

## M
- Majšperk
- Makole (uit Slovenska Bistrica)
- Maribor
- Markovci
- Medvode
- Mengeš
- Metlika
- Mežica
- Miklavž na Dravskem polju
- Miren-Kostanjevica
- Mirna Peč
- Mirna (in 2011 uit Trebnje)
- Mislinja
- Mokronog-Trebelno (uit Trebnje)
- Moravče
- Moravske Toplice
- Mozirje
- Murska Sobota
- Muta

## N
- Naklo
- Nazarje
- Nova Gorica
- Novo mesto

## O
- Odranci
- Oplotnica
- Ormož
- Osilnica

## P
- Pesnica
- Piran
- Pivka
- Podčetrtek
- Podlehnik
- Podvelka
- Poljčane (uit Slovenska Bistrica)
- Polzela
- Postojna
- Prebold
- Preddvor
- Prevalje
- Ptuj
- Puconci

## R
- Rače-Fram
- Radeče
- Radenci
- Radlje ob Dravi
- Radovljica
- Ravne na Koroškem
- Razkrižje
- Rečica ob Savinji (uit Mozirje)
- Renče-Vogrsko (uit Nova Gorica)
- Ribnica
- Ribnica na Pohorju
- Rogaška Slatina
- Rogašovci
- Rogatec
- Ruše (Slovenië)

## S
- Šalovci
- Selnica ob Dravi
- Semič
- Šempeter-Vrtojba
- Šenčur
- Šentilj
- Šentjernej
- Šentjur pri Celju
- Šentrupert (uit Trebnje)
- Sevnica
- Sežana
- Škocjan
- Škofja Loka
- Škofljica
- Slovenj Gradec
- Slovenska Bistrica
- Slovenske Konjice
- Šmarje pri Jelšah
- Šmarješke Toplice (uit Novo mesto)
- Šmartno pri Litiji
- Šmartno ob Paki
- Sodražica
- Solčava
- Šoštanj
- Središče ob Dravi (uit Ormož)
- Starše
- Štore
- Straža (uit Novo mesto)
- Sveta Ana
- Sveta Trojica v Slovenskih goricah (uit Lenart)
- Sveti Andraž v Slovenskih goricah
- Sveti Jurij ob Ščavnici
- Sveti Jurij v Slovenskih goricah (uit Lenart)
- Sveti Tomaž (uit Ormož)

## T
- Tabor (Slovenië)
- Tišina
- Tolmin
- Trbovlje
- Trebnje
- Trnovska vas
- Trzin
- Tržič
- Turnišče

## V
- Velenje
- Velika Polana
- Velike Lašče
- Veržej
- Videm
- Vipava
- Vitanje
- Vodice
- Vojnik
- Vransko
- Vrhnika
- Vuzenica

## Z
- Zagorje ob Savi
- Žalec
- Zavrč
- Železniki
- Žetale
- Žiri
- Žirovnica
- Zreče
- Žužemberk